# Правление герцогов
Правление герцогов — период в 10—11 лет (с 574 или 575 по 585 годы) в истории Лангобардского королевства в Италии после смерти короля Клефа.
После убийства Клефа, проводившего репрессивную политику, лангобарды не выбрали себе нового короля, наделив местных герцогов верховной властью. Герцоги не смогли в одиночку продолжать завоевания лангобардов. Когда они вторглись в меровингские провинции (584 или 585 год), короли франков Гунтрамн и Хильдеберт II напали в ответ на Лангобардию, захватили Тренто и начали переговоры с византийским императором Тиберием II Константином об отправке войск против лангобардов.
В конечном счёте эти обстоятельства привели к избранию герцогами нового короля — сына Клефа Аутари.
Известны следующие герцоги того периода:
- Зотто, герцог Беневенто
- Валлари, герцог Бергамо
- Алахис I, герцог Брешии
- Гизульф I, герцог Фриуля
- Забан, герцог Павии
- Фароальд I, герцог Сполето
- Эвин, герцог Тренто
- Аймон, герцог Турина